# 이차만
이차만(李次滿, 1950년 9월 30일 ~ )은 대한민국의 전 축구 선수이다. 대한민국 축구 국가대표팀 코치와 부산 아이파크의 전신인 대우 로얄즈, 경남 FC의 감독을 역임했었는데 롱 킥에 의한 축구를 싫어하는 편이었다.

## 수상 경력

### 선수
대한민국
- AFC 아시안컵 준우승 (1) : 1972
- 메르데카컵 국제축구대회 우승 (1) : 1975

포항제철
- 전국실업축구연맹전 우승 (1) : 1975 춘계

### 감독
대한민국
- 다이너스티컵 우승 (1) : 1990

대우 로얄즈
- K리그 우승 (2) : 1987, 1997
- 리그컵 우승 (2) : 1997, 1998
  - 리그컵 준우승 (1) : 1999
- 전국축구선수권대회
  - 우승 (1) : 1989
  - 준우승 (1) : 1988